# Agonidus
Agonidus is een geslacht van kevers uit de familie van de loopkevers (Carabidae). De wetenschappelijke naam van het geslacht is voor het eerst geldig gepubliceerd in 1914 door Casey.

## Soorten
Het geslacht Agonidus is monotypisch en omvat slechts de volgende soort:
- Agonidus cephalotes Casey, 1914